# ويليام كارني
ويليام كارني هو سياسي أمريكي، ولد في 1 يوليو 1942 في بروكلين في الولايات المتحدة، وتوفي في 23 مايو 2017 في واشنطن العاصمة في الولايات المتحدة بسبب سرطان البروستاتا. نشط حزبياً في الحزب المحافظ لولاية نيويورك والحزب الجمهوري. وقد انتخب عضو مجلس النواب الأمريكي ‏.